# Liste der Monuments historiques in Courtivron
Die Liste der Monuments historiques in Courtivron führt die Monuments historiques in der französischen Gemeinde Courtivron auf.

## Liste der Immobilien
| Bezeichnung           | Beschreibung                | Standort         | Kennzeichnung | Schutzstatus | Datum | Bild           |
| --------------------- | --------------------------- | ---------------- | ------------- | ------------ | ----- | -------------- |
| Château de Courtivron | Wasserburg, 14. Jahrhundert | Rue Basse (Lage) | PA00112241    | Inscrit      | 1971  | weitere Bilder |

## Liste der Objekte
| Bezeichnung | Beschreibung                        | Standort                                   | Kennzeichnung | Schutzstatus | Datum | Bild |
| ----------- | ----------------------------------- | ------------------------------------------ | ------------- | ------------ | ----- | ---- |
| Glocke      | Bronze, im 16. Jahrhundert gegossen | in der Kirche Nativité-de-la-Vierge (Lage) | PM21003106    | Classé       | 1997  |      |